# مهدی‌آباد شفیعی
مهدی‌آباد شفیعی روستایی در دهستان بیدک بخش مرکزی شهرستان آباده استان فارس ایران است.

## جمعیت
بر پایه سرشماری عمومی نفوس و مسکن در سال ۱۳۹۵ جمعیت این روستا ۱۰۵ نفر (۳۷ خانوار) بوده‌است.